# Ray Nelson
Ray Nelson, właściwie Radell Faraday Nelson (ur. 3 października 1931, zm. 30 listopada 2022) – amerykański pisarz science-fiction i rysownik. Jego najbardziej znane opowiadanie Godzina ósma rano (ang. Eight O'Clock in the Morning) stało się kanwą filmu pt. "Oni żyją" w reżyserii Johna Carpentera.

## Wybrane utwory literackie
- The Prometheus Man (1982)
- Blake's Progress (1975)
- Inwazja z Ganimedesa (2018; pol. tłum.)(ang. The Ganymede Takeover; 1967) (współautor: Philip K. Dick).